# Marek Trval
Marek Trval (* 14. srpna 1967) je bývalý český fotbalista, útočník. Po skončení aktivní kariéry působí jako trenér mládeže.

## Fotbalová kariéra
V mládežnických kategoriích hrál za Studénku a TJ Vítkovice, kde i začal svou ligovou kariéru. V roce 1991 přestoupil do AC Sparta Praha. Ze Sparty odešel do FK Viktoria Žižkov. Po odchodu ze Žižkova hrál za AFK Atlantik Lázně Bohdaneč a SK Dynamo České Budějovice, v nižší soutěži za Spolanu Neratovice a na Slovensku hrál za DAC Dunajská Streda. V sezóně 1985–86 získal ligový titul s Vítkovicemi a v sezóně 1992–1993 se Spartou. V československé lize nastoupil v 69 utkáních a dal 19 gólů, v české lize nastoupil v 87 utkáních a dal 18 gólů.

## Ligová bilance
| Ročník                                   | Zápasy | Góly | Klub                        |
| ---------------------------------------- | ------ | ---- | --------------------------- |
| 1. československá fotbalová liga 1985/86 | 2      | 0    | TJ Vítkovice                |
| 1. československá fotbalová liga 1988/89 | 3      | 0    | TJ Vítkovice                |
| 1. československá fotbalová liga 1989/90 | 13     | 0    | TJ Vítkovice                |
| 1. československá fotbalová liga 1990/91 | 21     | 10   | TJ Vítkovice                |
| 1. československá fotbalová liga 1991/92 | 14     | 7    | TJ Vítkovice                |
| 1. československá fotbalová liga 1991/92 | 10     | 2    | AC Sparta Praha             |
| 1. československá fotbalová liga 1992/93 | 6      | 0    | AC Sparta Praha             |
| 1. česká fotbalová liga 1993/94          | 15     | 0    | FK Viktoria Žižkov          |
| 1. česká fotbalová liga 1994/95          | 27     | 9    | FK Viktoria Žižkov          |
| 1. česká fotbalová liga 1995/96          | 18     | 3    | FK Viktoria Žižkov          |
| 1. česká fotbalová liga 1996/97          | 12     | 2    | FK Viktoria Žižkov          |
| Gambrinus liga 1997/98                   | 15     | 2    | AFK Atlantik Lázně Bohdaneč |
| CELKEM                                   | 156    | 37   |                             |